# Maurice Wilson
Maurice Wilson (Bradford, 21 aprile 1898 – Everest, 1934) è stato un militare e aviatore britannico noto per il suo sfortunato tentativo di scalare l'Everest da solo nel 1934.
Spesso descritto come "eccentrico", desiderava scalare l'Everest come modalità per promuovere la sua convinzione che i mali del mondo potessero essere risolti da una combinazione di digiuno e fede in Dio. Nonostante la sua mancanza di esperienza di alpinismo o di volo, riuscì a volare dalla Gran Bretagna all'India, entrando di nascosto in Tibet e salendo fino a 6920 metri sul monte Everest. Tuttavia, morì nel tentativo di raggiungere la vetta e il suo corpo fu trovato l'anno successivo da una spedizione britannica.

## Primi anni di vita e servizio in tempo di guerra
Wilson nacque a Bradford da un proprietario di un lanificio e sarebbe cresciuto aspettandosi di lavorare nel mulino con suo padre e i suoi fratelli. Tuttavia, lo scoppio della prima guerra mondiale cambiò le sue aspettative e si arruolò nell'esercito britannico il giorno del suo diciottesimo compleanno.
Nell'esercito, Wilson salì rapidamente di grado, diventando infine Capitano. Fu inviato in Francia nel novembre 1917 e nell'aprile 1918 vinse la Military Cross per il ruolo avuto in uno scontro vicino a Heuvelland dove, come unico sopravvissuto illeso della sua unità, tenne da solo una postazione di mitragliatrice contro l'avanzata tedesca.
Qualche mese dopo fu gravemente ferito dal fuoco di una mitragliatrice vicino a Ypres e venne rimandato a casa. Le sue ferite non guarirono mai completamente e in particolare il braccio sinistro gli causò dolore per il resto della vita.

## Malattia e guarigione
Wilson lasciò l'esercito nel 1919 e, come molti della " generazione perduta ", trovò estremamente difficile il passaggio alla vita del dopoguerra. Per diversi anni girovagò, vivendo a Londra, negli Stati Uniti e in Nuova Zelanda e svolgendo diversi lavori. Nonostante il successo finanziario che alla fine avrebbe reso possibile la sua avventura, non raggiunse mai la felicità e si ammalò fisicamente e mentalmente, perdendo peso e soffrendo ripetuti spasmi di tosse.
La malattia di Wilson terminò bruscamente nel 1932 quando subì un trattamento segreto che prevedeva 35 giorni di preghiera intensiva e digiuno completo. Affermò che la tecnica proveniva da un uomo misterioso che aveva incontrato a Mayfair che aveva curato se stesso e oltre 100 altre persone da malattie che i medici avevano dichiarato incurabili. Tuttavia, Wilson non fece mai il nome dell'uomo, ed è stato messo in dubbio se fosse davvero esistito o se il trattamento provenisse dalla miscela di Wilson di cristianesimo e misticismo orientale. Indipendentemente dalla sua origine, la fede di Wilson nel potere della preghiera e del digiuno divenne assoluta e diffondere la parola di questi poteri divenne la sua vocazione di vita.

## Preparativi per l'Everest
L'idea di scalare l'Everest venne a Wilson mentre si stava riprendendo nella Foresta Nera. Ispirato dai ritagli di stampa sulla spedizione britannica all'Everest del 1924 e sull'imminente Houston Everest Flight, si convinse che il digiuno e la preghiera gli avrebbero consentito di riuscire dove George Mallory e Andrew Irvine avevano fallito, il che avrebbe dimostrato al mondo il potere delle sue convinzioni. Vedeva chiaramente ciò come parte della sua vocazione, descrivendo l'arrampicata sull'Everest come "il lavoro che mi è stato imposto di fare". Elaborò quindi un piano per far volare un piccolo aeroplano in Tibet, farlo atterrare sulle pendici superiori dell'Everest e raggiungere la vetta a piedi. Era un piano audace; un volo in solitaria dall'altra parte del mondo sarebbe stata un'impresa significativa per i migliori aviatori dell'epoca, mentre nessun alpinista dell'epoca avrebbe contemplato una scalata in solitaria dell'Everest, un'impresa che non sarebbe stata raggiunta fino al 1980, quando ci riuscì Reinhold Messner. Un problema pratico era posto dal fatto che Wilson non sapeva nulla né di volo né di alpinismo, quindi decise di impararli.
Wilson acquistò un Gipsy Moth di tre anni, che battezzò Ever Wrest, e iniziò a imparare i rudimenti del volo. Fu uno studente non buono, che impiegò il doppio del tempo medio per ottenere la licenza di pilota e il suo istruttore gli disse che non avrebbe mai raggiunto l'India. Tuttavia, ottenne la licenza e lo scetticismo dei suoi coetanei non fece che aumentare la sua determinazione: disse al suo istruttore che avrebbe raggiunto l'Everest o sarebbe morto nel tentativo.
La sua preparazione per la sfida alpinistica che l'attendeva fu anche peggiore della preparazione per il volo. Non acquistò attrezzatura specialistica e non fece alcun tentativo di apprendere abilità tecniche alpinistiche, come l'uso di piccozza e ramponi. Invece, trascorse solo cinque settimane passeggiando per le modeste colline di Snowdonia e del Lake District prima di dichiararsi pronto.
È stato sottolineato che l'ingenuità di Wilson potrebbe essere stata in parte dovuta allo stile dei resoconti delle prime spedizioni britanniche sull'Everest. Con la classica moderazione vittoriana, la letteratura alpinistica dell'epoca spesso sminuiva i rischi e le difficoltà affrontate dai primi scalatori, liquidando i pendii soggetti a valanghe, le ripide pareti di ghiaccio e le pareti rocciose a strapiombo come "fastidio" e ponendo poca enfasi sul mal di montagna dovuto alle quote elevate, ancora poco conosciuto. Tuttavia, è ancora sorprendente che Wilson non abbia tentato di imparare ad arrampicarsi sulla neve, quando un semplice sguardo a una fotografia della montagna gli avrebbe fatto capire che sarebbe stato necessario.

## Il volo da solo per l'India

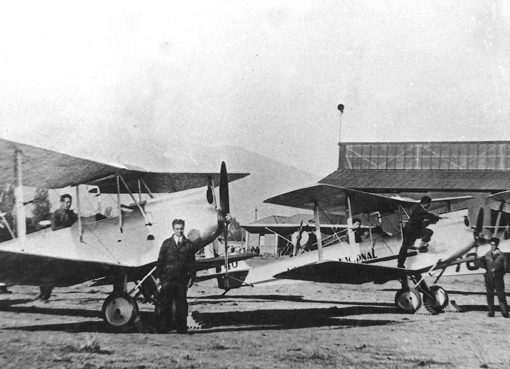
Aereo Gipsy Moth, simile a quello con cui Wilson volò in India

Wilson pianificò di partire per il Tibet nell'aprile 1933, ma dovette posticipare quando schiantò l'Ever Wrest in un campo vicino a Bradford. Era illeso, ma l'incidente causò danni all'aereo che avrebbero richiesto tre settimane per essere riparati e aumentò in modo significativo l'attenzione della stampa che stava ricevendo. Attirò anche l'attenzione del Ministero dell'Aeronautica, che gli proibì di effettuare il suo volo.
Ignorando il divieto del ministero dell'Aeronautica, Wilson partì finalmente il 21 maggio e, sorprendentemente, e nonostante i migliori sforzi del governo britannico, riuscì a raggiungere l'India due settimane dopo. Al suo arrivo al Cairo gli venne revocato il permesso di sorvolare la Persia. Imperterrito volò in Bahrain, dove gli fu rifiutato il permesso di fare rifornimento per ordine del consolato britannico,che spiegò che poiché tutte le piste di atterraggio a est nella portata del suo aereo erano in Persia, non gli poteva essere permesso di continuare.
Gli fu permesso di fare rifornimento quando accettò di ripercorrere la sua rotta e tornare in Gran Bretagna, ma una volta in volo virò il suo aereo verso l'India. La pista di atterraggio di Gwadar, la più occidentale dell'India, non era in realtà entro la portata del suo aereo, ma quasi esattamente al suo limite; dopo nove ore di volo, Wilson arrivò con l'indicatore del carburante che segnava zero. Arrivato sano e salvo in India proseguì attraverso il Paese, ma il suo volo terminò a Lalbalu quando le autorità ribadirono che non gli sarebbe stato permesso di sorvolare il Nepal e sequestrato il suo aereo per impedirgli di provarci..

## Viaggio attraverso l'India fino al Tibet
Dopo aver tentato senza successo di ottenere il permesso di entrare in Tibet a piedi, Wilson trascorse l'inverno a Darjeeling digiunando e pianificando un viaggio illecito alla base dell'Everest. Per caso incontrò tre sherpa; Tewang, Rinzing e Tsering, che avevano tutti lavorato come portatori nella spedizione dell'Everest del 1933 guidata da Hugh Ruttledge, e che erano disposti ad accompagnarlo.
Il 21 marzo 1934 Wilson e i suoi tre compagni lasciarono Darjeeling travestiti da monaci buddisti. Wilson finse di essere sordomuto e di salute debole per evitare sospetti. Raggiunsero il monastero di Rongbuk il 14 aprile, dove fu accolto calorosamente e gli fu dato accesso all'equipaggiamento lasciato dalla spedizione di Ruttledge. Tuttavia, rimase solo due giorni prima di partire da solo per l'Everest.

## Tentativi sull'Everest

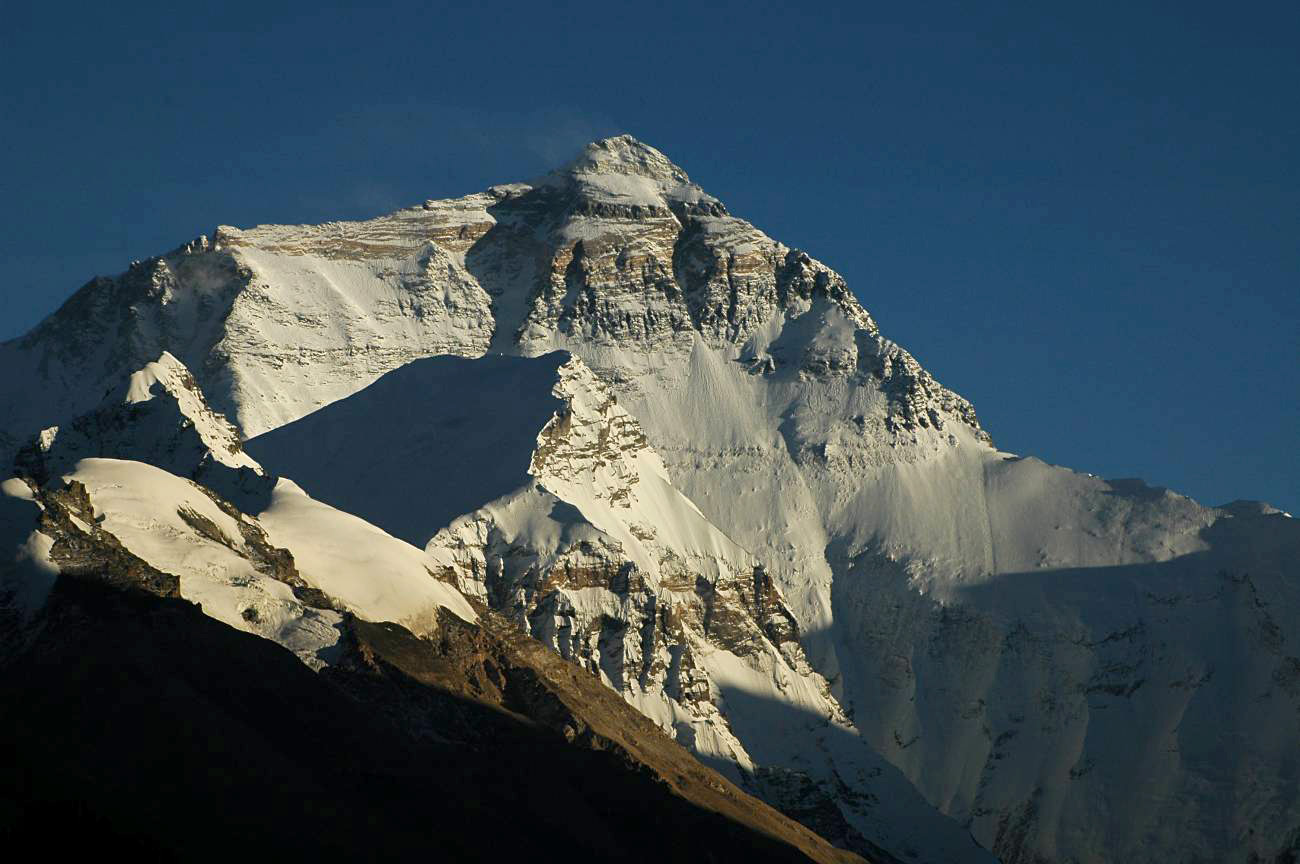
La parete nord dell'Everest, vista dal monastero di Rongbuk

La maggior parte di ciò che si sa delle attività di Wilson sulla montagna proviene dal suo diario, recuperato l'anno successivo e ora conservato negli archivi del Club Alpino. Completamente inesperto nei viaggi sui ghiacciai, Wilson trovò l'attraversata del ghiacciaio Rongbuk estremamente difficile e perse costantemente l'orientamento dovendo tornare sui suoi passi. Mostrò la sua mancanza di esperienza quando trovò un paio di ramponi in un vecchio campo, che lo avrebbero aiutato moltissimo, ma li gettò via.
Dopo cinque giorni e in condizioni meteorologiche peggiorate, era ancora a due miglia dal Campo III di Ruttledge al di sotto del Colle Nord. Scrisse nel suo diario: "È il tempo che mi ha battuto - che dannata sfortuna" e iniziò un estenuante ritiro di quattro giorni lungo il ghiacciaio. Tornò al monastero esausto, con cecità da neve e molto dolorante per le ferite di guerra e una caviglia gravemente storta.

Ci vollero diciotto giorni prima che Wilson si riprendesse dal suo calvario, ma si rimise in marcia il 12 maggio, questa volta portando con sé Tewand e Rinzing. Con la conoscenza del ghiacciaio da parte degli sherpa fecero progressi più rapidi e in tre giorni raggiunsero il Campo III vicino alla base dei pendii sotto il Colle Nord. Confinato al campo per diversi giorni dal maltempo, Wilson considerò possibili percorsi attraverso i quali avrebbe potuto scalare i pendii ghiacciati sopra e fece un commento significativo nel suo diario.
Non prendere la scorciatoia per il Campo V come inizialmente previsto,  avrei dovuto tagliare la mia strada sul ghiaccio e non va bene quando c'è già una corda per le mani e gradini (se ancora lì) per il Campo IV.
La voce che mostra come Wilson pensava che i gradini tagliati nel ghiaccio dell'anno precedente potessero essere ancora presenti è stata citata come forte prova della sua ignoranza dell'ambiente montano e della sua continua incapacità di comprendere il compito davanti a lui. Quando, il 21, finalmente fece un tentativo fallito di salire al Colle Nord, rimase estremamente deluso nel non trovare traccia né della corda, né dei gradini.
Il giorno successivo iniziò un ulteriore tentativo di raggiungere il Colle Nord. Dopo quattro giorni di progressi lenti e di accampamento su sporgenze esposte, fu sconfitto da una parete di ghiaccio di quaranta piedi a circa 6910 metri che aveva portato Frank Smythe al suo limite nel 1933. Al suo ritorno gli sherpa lo supplicarono di tornare con loro al monastero, ma lui rifiutò. Se credesse ancora di poter scalare la montagna, o se continuasse semplicemente perché ormai rassegnato al suo destino e preferisse la morte all'umiliazione di un infruttuoso ritorno in Gran Bretagna, è stato oggetto di accesi dibattiti. Scrisse nel suo diario: "Questo sarà un ultimo sforzo, e sarà un successo", partì per l'ultima volta il 29 maggio, da solo. Troppo debole per tentare il Colle quel giorno, si accampò alla sua base, a poche centinaia di metri da dove erano accampati gli sherpa. Il giorno dopo rimase a letto. La sua ultima annotazione nel diario era datata 31 maggio e diceva semplicemente "Di nuovo via, splendida giornata". [sic]
Quando non tornò dal suo ultimo tentativo, Tewand e Rinzing lasciarono la montagna. Raggiunsero Kalimpong alla fine di luglio, dando al mondo la prima notizia della morte di Wilson.

## Scoperta
Nel 1935, Eric Shipton guidò una piccola spedizione di ricognizione sull'Everest. Trovarono il corpo di Wilson ai piedi del Colle Nord, sdraiato su un fianco nella neve e circondato dai resti di una tenda che era stata fatta a pezzi dalle intemperie. Nelle vicinanze fu ritrovato uno zaino contenente il suo diario. Il corpo fu sepolto in un vicino crepaccio. Si presume che Wilson sia morto nella sua tenda di esaurimento o di fame. La data esatta della sua morte è sconosciuta.

## Controversia sul raggiungimento della vetta
Nel 2003 Thomas Noy parlò della possibilità che Maurice Wilson avesse raggiunto la vetta dell'Everest per morire durante la discesa. La principale evidenza a sostegno di questa teoria viene da un'intervista che Noy ebbe con lo scalatore tibetano Gombu, che raggiunse la vetta con la spedizione cinese del 1960. Gombu ha ricordato di aver trovato i resti di una vecchia tenda a 8500 m. Se fosse vero, sarebbe un'altezza più alta di qualsiasi campo stabilito dalle precedenti spedizioni britanniche, e Noy suggerisce che deve essere stato messo lì da Wilson, dimostrando che aveva raggiunto un punto molto più alto di quanto si credesse in precedenza. La teoria di Noy non ha trovato grande consenso nella comunità alpinistica.
C'è molto scetticismo sul fatto che un dilettante inesperto come Wilson avrebbe potuto scalare la montagna da solo, e Chris Bonington dichiarò "Penso che puoi dire con assoluta certezza che non avrebbe avuto alcuna possibilità". Lo storico dell'arrampicata Jochen Hemmleb e il biografo di Wilson Peter Meier-Hüsing hanno entrambi suggerito che Gombu si fosse sbagliato sull'altitudine della tenda e sottolinearono che il suo racconto non è mai stato confermato da altri membri della spedizione del 1960. È stato anche suggerito che se la tenda a 8500 m fosse esistita, avrebbe potuto essere della presunta spedizione sovietica del 1952. Tuttavia, l'esistenza della spedizione sovietica è di per sé incerta.